# Georg Springer (Kulturmanager)

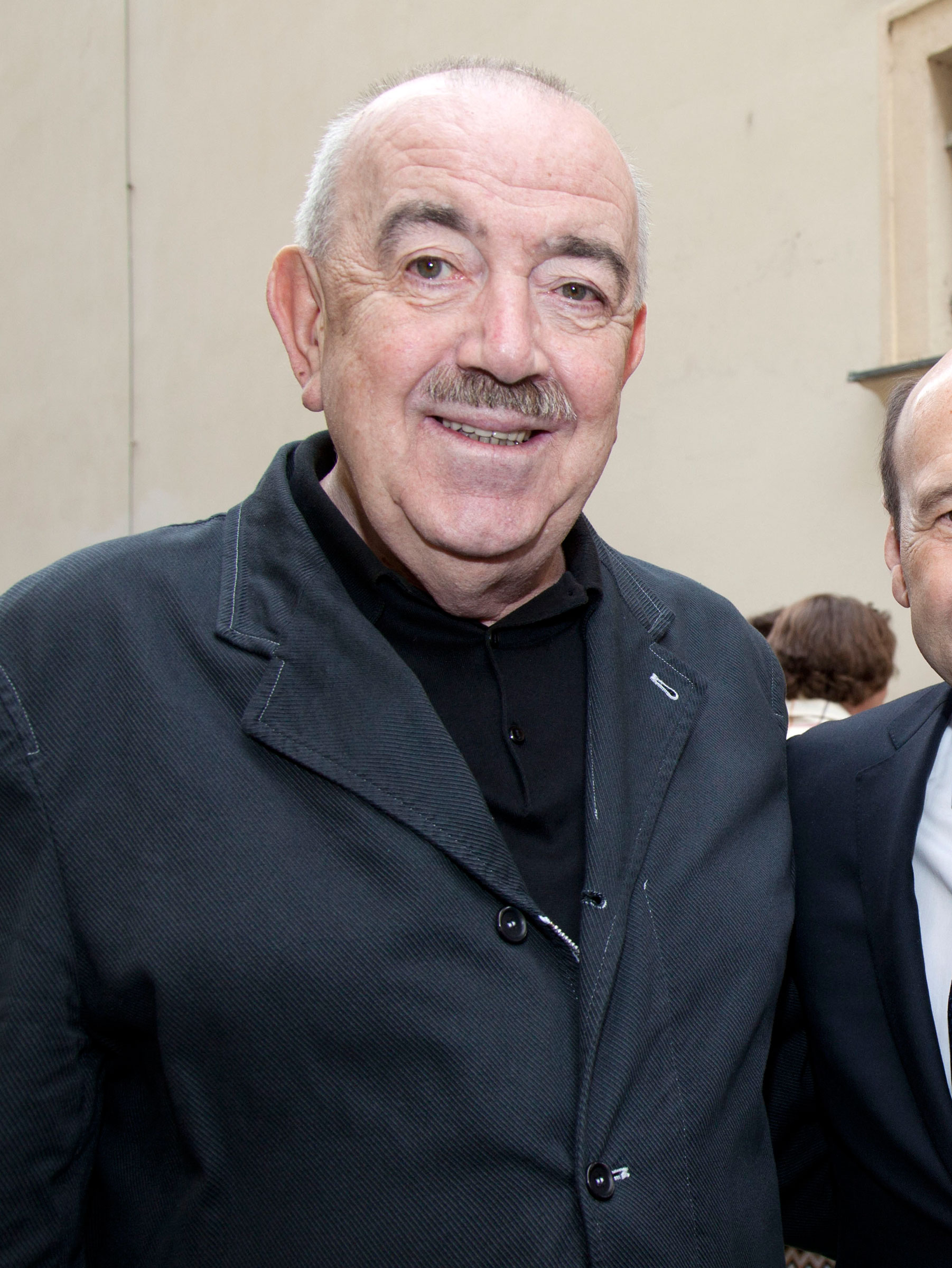
Georg Springer (2015)

Georg Springer (* 20. August 1946 in Wien) ist ein österreichischer Kulturmanager.

## Werdegang
Springer studierte Jus in Wien und war anschließend Universitätsassistent für Staats- und Verwaltungsrecht in Wien, danach bis 1988 im Bundeskanzleramt tätig. Ab 1988 hatte er das Amt des stellvertretenden Generalsekretärs der österreichischen Bundestheater inne, ab 1991 das des Generalsekretärs. Von 1999 bis Juni 2014 war er Geschäftsführer der Bundestheater-Holding GesmbH, von der Position trat er im Gefolge des Finanzskandals zurück. Springer ist Kuratoriumsmitglied der Salzburger Festspiele.